# Isabel de Valois sosteniendo un retrato de Felipe II
Isabel de Valois sosteniendo un retrato de Felipe II es un óleo sobre lienzo c.1561-1565 de la pintora italiana Sofonisba Anguissola. Se encuentra en el Museo del Prado en Madrid (España).

## Descripción
El cuadro muestra a Isabel de Valois, sosteniendo una miniatura de su esposo Felipe II de España en su mano derecha. Su ropa negra da testimonio de la austeridad de la corte española en ese momento.
Su iconografía deriva del Retrato de Isabel de Portugal, la madre de Felipe, del pintor italiano renacentista Tiziano. Las imágenes radiográficas han mostrado arrepentimientos en la posición del retrato de Felipe II o en la base de la columna, y la posibilidad de que hubiera un cortinaje detrás.

## Historia
En junio de 1606, el pintor italiano Bartolomé Carducho atribuyó la autoría de la obra a Alonso Sánchez Coello, lo que se mantuvo hasta fecha reciente. Fueron algunos detalles como la preparación en albayalde los que permitieron acreditar la autoría a Anguissola.
En 1598, tras la defunción del rey, la pintura se describió en el guardajoyas del Real Alcázar de Madrid, protegido por una cortina de tafetán azul, como era habitual para proteger los cuadros de la colección real. Con el traslado de la corte a Valladolid por Felipe III, se colgó en la galería sobre el jardín del Palacio Real de la localidad. En 1636, la obra fue seleccionada para formar parte de la decoración del Palacio del Buen Retiro, donde permaneció hasta después de la muerte de Carlos III. La pintura fue restaurada en el siglo XIX. En 1857, pasó a formar parte del Museo Real de Pinturas.